# Gong Naiying
Gong Naiying (* 16. Juli 1998) ist eine chinesische Snowboarderin. Sie startet in den  Paralleldisziplinen.

## Werdegang
Gong startete im Dezember 2012 in Lachtal im Europacup erstmals international und belegte dabei den 57. Platz im Parallel-Riesenslalom. Bei den Snowboard-Juniorenweltmeisterschaften 2014 in Chiesa in Valmalenco errang sie den 25. Platz im Parallel-Riesenslalom und den 15. Platz im Parallelslalom und bei den Snowboard-Juniorenweltmeisterschaften 2015 in Yabuli den 16. Platz im Parallelslalom und den siebten Rang im Parallel-Riesenslalom. Im Januar 2015 fuhr sie bei den Weltmeisterschaften am Kreischberg auf den 40. Platz im Parallelslalom und auf den 39. Rang im Parallel-Riesenslalom. Bei den Snowboard-Juniorenweltmeisterschaften 2016 in Rogla kam sie auf den 13. Platz im Parallel-Riesenslalom und auf den 12. Rang im Parallelslalom. Ihr Debüt im Weltcup hatte sie im Dezember 2016 im Carezza, das sie auf dem 22. Platz im Parallelslalom und auf dem 13. Rang im Parallel-Riesenslalom beendete. Bei den Winter-Asienspielen 2017 in Sapporo holte sie die Bronzemedaille im Riesenslalom. Im März 2017 belegte sie bei den Weltmeisterschaften in Sierra Nevada den 27. Platz im Parallelslalom und den 21. Rang im Parallel-Riesenslalom und erreichte in Kayseri mit dem achten Platz im Parallel-Riesenslalom ihre erste Top-Zehn-Platzierung im Weltcup. Im Dezember 2017 wurde sie in Changchengling chinesische Meisterin im Parallelslalom. Bei den Olympischen Winterspielen 2018 in Pyeongchang errang sie den 26. Platz im Parallel-Riesenslalom. Zu Beginn der Saison 2018/19 holte sie bei den Snowboard-Juniorenweltmeisterschaften 2018 in Cardrona die Silbermedaille im Parallel-Riesenslalom und errang zudem den fünften Platz im Parallelslalom. Im weiteren Saisonverlauf fuhr sie im Weltcup dreimal unter den ersten Zehn. Dabei holte sie beim Parallelslalom im Secret Garden Skiresort ihren ersten Weltcupsieg und zum Saisonende den 12. Platz im Parallelweltcup und den siebten Rang im Parallelslalom-Weltcup. Beim Saisonhöhepunkt, den Weltmeisterschaften 2019 in Park City, belegte sie den 34. Platz im Parallel-Riesenslalom und den 18. Rang im Parallelslalom. Bei den Olympischen Winterspielen im Februar 2022 in Peking kam sie auf den 19. Platz im Parallel-Riesenslalom.

## Teilnahmen an Weltmeisterschaften und Olympischen Winterspielen

### Olympische Spiele
- 2018 Pyeongchang: 26. Platz Parallel-Riesenslalom
- 2022 Peking: 19. Platz Parallel-Riesenslalom

### Weltmeisterschaften
- 2015 Kreischberg: 39. Platz Parallel-Riesenslalom, 40. Platz Parallelslalom
- 2017 Sierra Nevada: 21. Platz Parallel-Riesenslalom, 27. Platz Parallelslalom
- 2019 Park City: 18. Platz Parallelslalom, 34. Platz Parallel-Riesenslalom
- 2025 Engadin: 20. Platz Parallel-Team, 21. Platz Parallelslalom, 32. Platz Parallel-Riesenslalom

## Weltcupsiege und Weltcup-Gesamtplatzierungen

### Weltcupsiege
| Nr. | Datum            | Ort                     | Disziplin      |
| --- | ---------------- | ----------------------- | -------------- |
| 1.  | 24. Februar 2019 | Secret Garden Skiresort | Parallelslalom |

### Weltcup-Gesamtplatzierungen
| Saison  | Parallel | Parallel | Parallel-Riesenslalom | Parallel-Riesenslalom | Parallelslalom | Parallelslalom |
| Saison  | Punkte   | Platz    | Punkte                | Platz                 | Punkte         | Platz          |
| ------- | -------- | -------- | --------------------- | --------------------- | -------------- | -------------- |
| 2016/17 | 911      | 23.      | 795                   | 19.                   | 116            | 30.            |
| 2017/18 | 999,1    | 27.      | 741,1                 | 25.                   | 258            | 27.            |
| 2018/19 | 2870     | 12.      | 1520                  | 13.                   | 1350           | 7.             |
| 2019/20 | 1830     | 16.      | 1370                  | 15.                   | 460            | 19.            |
| 2021/22 | 56       | 27.      | 46                    | 24.                   | 10             | 41.            |
| 2023/24 | 24       | 39.      | 24                    | 29.                   | –              | –              |
| 2024/25 | 154      | 23.      | 109                   | 23.                   | 45             | 22.            |